# La Petite Bijou
Cet article possède un paronyme, voir Bijou (homonymie).
La Petite Bijou est un roman de Patrick Modiano paru le 25 avril 2001 aux éditions Gallimard.

## Historique
Le roman reçoit le prix Jean-Monnet de littérature européenne en 2002.

## Résumé
Thérèse, la Petite Bijou, est une jeune femme de dix-neuf ans qui croise par hasard dans le métro à la station Châtelet une femme en manteau jaune qui physiquement lui rappelle sa mère, officiellement morte au Maroc depuis plusieurs années. Bouleversée par cette rencontre, elle se met à la suivre jusqu'à sa modeste habitation de la rue du Quartier-de-Cavalerie à Vincennes, sans l'aborder, et évoque son enfance avec cette mère distante et immature — qui était appelée « la boche » —, qu'elle a peu connue et qui l'avait confiée à une institution lorsqu'elle avait 8 ans. La Petite Bijou va dès lors pister cette « mère » ; au cours de cette quête refluent par bribes des souvenirs pénibles. Les épisodes douloureux de son enfance continuent de perturber la jeune femme, qui ne réussit pas à vivre sa vie, étant en perpétuelle quête d'explications sur cet abandon et à la recherche de ses origines familiales. Dans un Paris froid et hostile de la gare de Lyon et du bois de Boulogne mais aussi des environs de la place Blanche et de la rue Coustou où elle habite, plusieurs personnages — le traducteur Moreau-Badmaev, une pharmacienne compatissante et tendre — croiseront l'errance et la recherche d'identité de Thérèse, qui après une ultime rencontre et tentative de suicide, renaîtra à la vie.

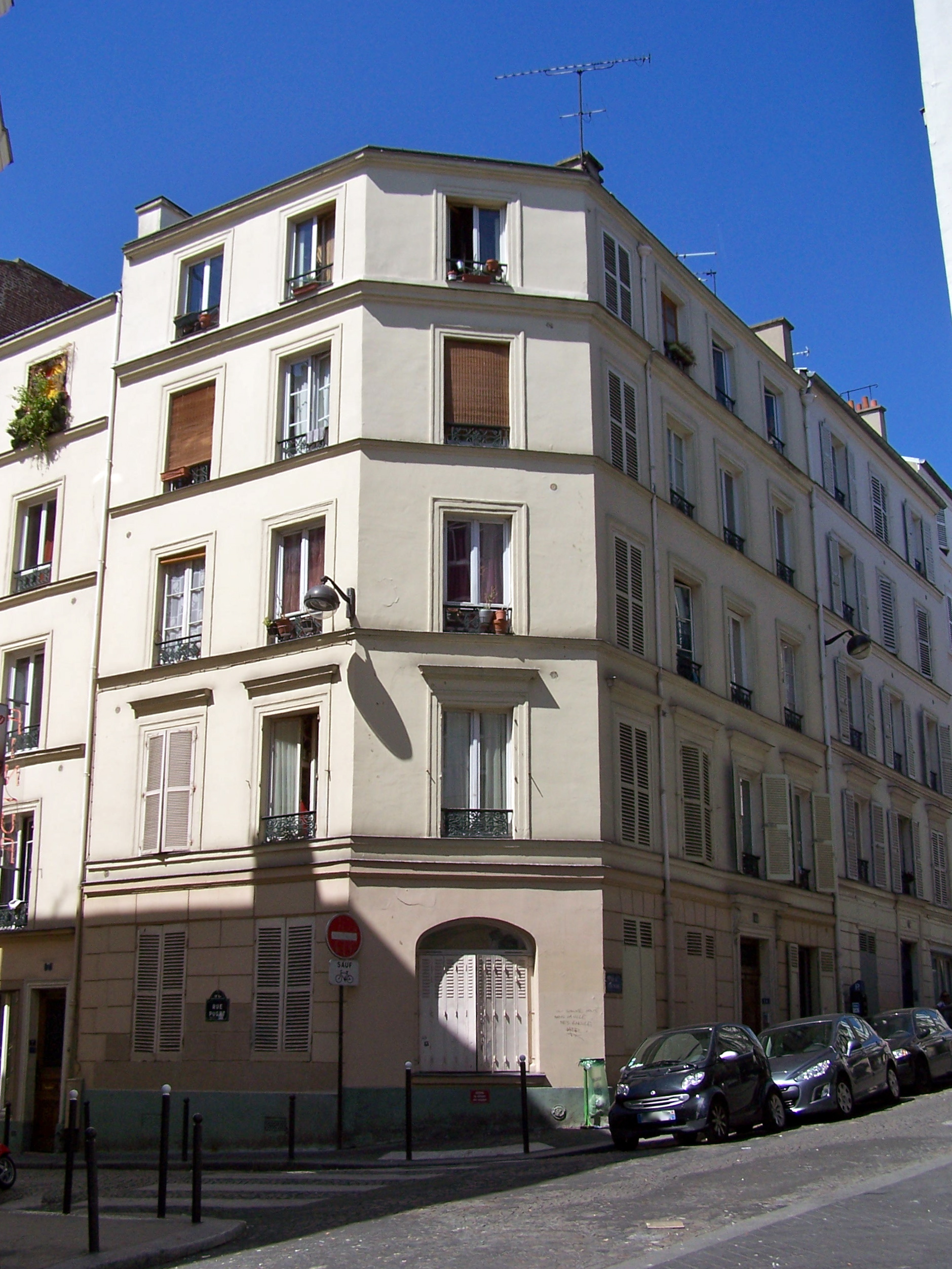
Le no 11 où réside « la Petite Bijou
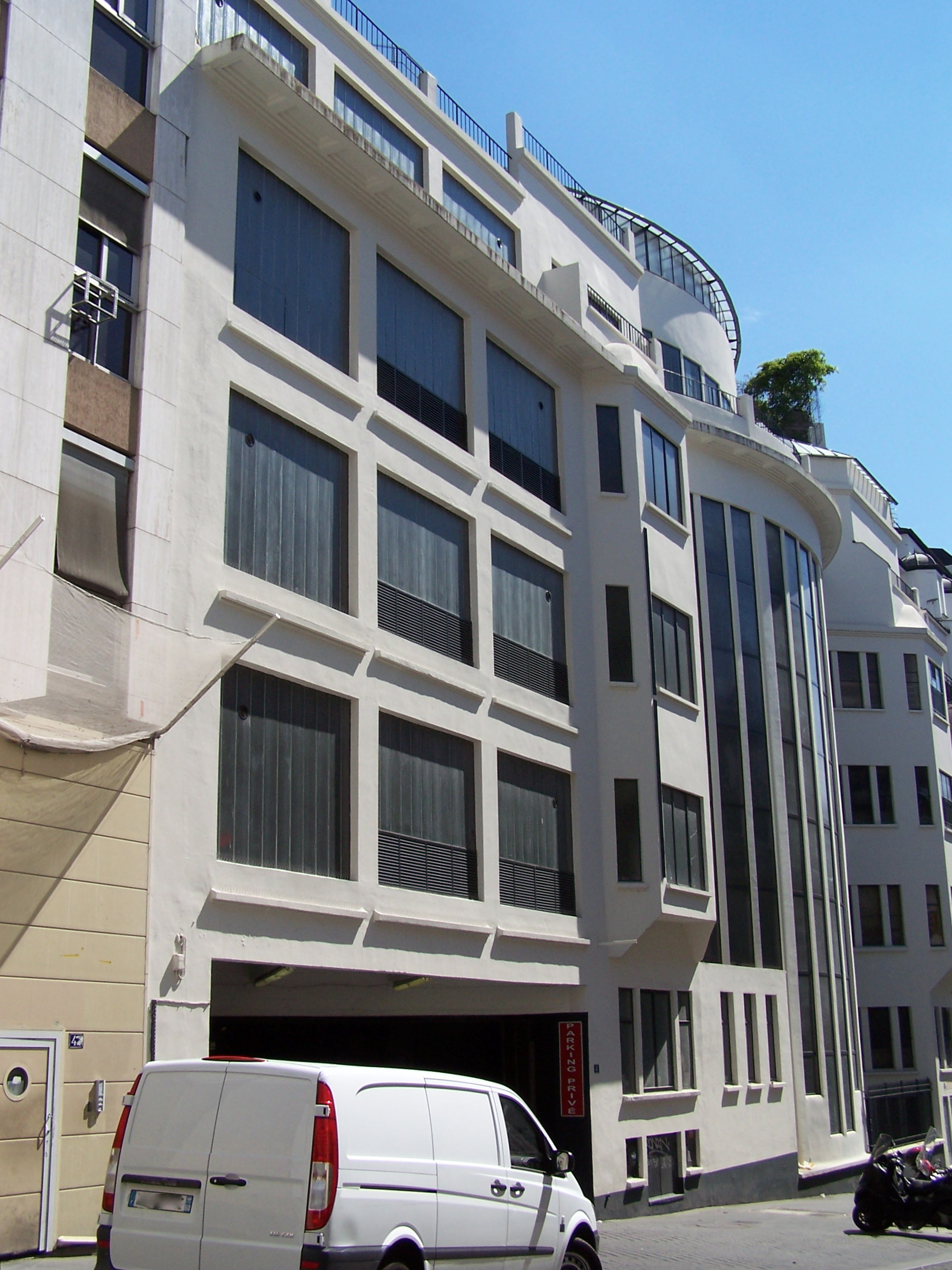
Le garage aux néons rouge et jaune du roman
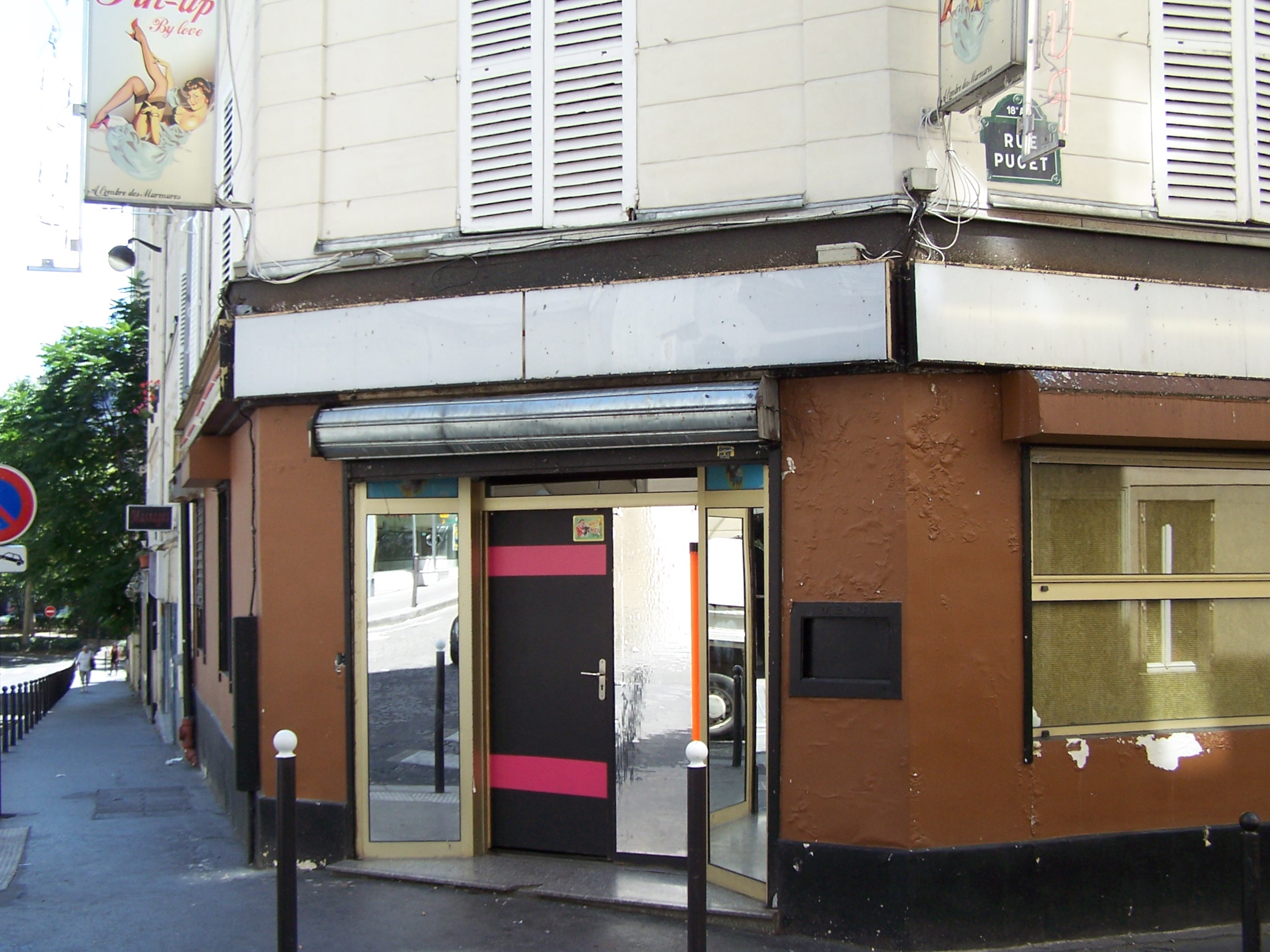
Entré d'un bar/peep show figurant « Le Néant » du roman

## Réception critique
Jérôme Garcin, enthousiaste dans Le Nouvel Observateur, considère que ce roman « somnambulique » d'un écrivain développant la « quintessence de son art », s'il s'attache toujours à la quête permanente chez Modiano sur les origines de ses personnages — le critique s'interrogeant sur le « secret désarroi, [la] lointaine et obscure blessure d'enfance » de son auteur — se détache en revanche de certaines « obsessions » de l'écrivain, notamment concernant l'Occupation, et rattache cet ouvrage à son précédent livre paru en 1999, Des inconnues.

## Éditions et traductions
- Éditions Gallimard, 2001  (ISBN 978-2-07-076227-9).
- Collection Folio, no 3766, 2002  (ISBN 978-2-07-042538-9).
- (ru) Маленькое Чудо, éd. Иностранка, Б.С.Г.-ПРЕСС, 2004,  (ISBN 5-94145-191-1)
- (de) Die Kleine Bijou, éd. Btb, 2005,  (ISBN 9783442732555).
- (it) Bijou, éditions Einaudi, 2005,  (ISBN 9788806170097).